# Winterstown
Winterstown est un borough situé au sud-est de la partie centrale du comté de York, en Pennsylvanie, aux États-Unis,. En 2010, il comptait une population de 632 habitants, estimée au 1er juillet 2020 à 616 habitants. Le borough est fondé en 1830 et incorporé le 2 janvier 1871.

## Démographie
Lors du recensement de 2010, le borough comptait une population de 632 habitants. Elle est estimée, en 2020, à 616 habitants.